# Place Léon Vanderkindere
Pour les articles homonymes, voir Vanderkindere.
La place Léon Vanderkindere (en néerlandais : Léon Vanderkindereplein) est une place bruxelloise de la commune d'Uccle.

## Situation et accès
Située au carrefour formé par l'avenue Brugmann, la rue Vanderkindere, l'avenue Albert et l'avenue Winston Churchill. Elle est située à la frontière de la commune de Forest et d'Ixelles.

## Origine du nom
Cette place porte le nom de l'historien belge Léon Vanderkindere (1842-1906).